# Stlengis misakia
Stlengis misakia är en fiskart som först beskrevs av Jordan och Starks, 1904.  Stlengis misakia ingår i släktet Stlengis och familjen simpor. Inga underarter finns listade i Catalogue of Life.